# Andrena inconstans
Andrena inconstans är en biart som beskrevs av Morawitz 1877. Andrena inconstans ingår i släktet sandbin, och familjen grävbin. Inga underarter finns listade i Catalogue of Life.